# Tagewerben
Tagewerben là một đô thị thuộc huyện Burgenland, bang Sachsen-Anhalt, Đức. Đô thị Tagewerben có diện tích 7,16 km², dân số thời điểm ngày 31 tháng 12 năm 2006 là 808 người.